# Championnat d'Équateur de football 1993
Navigation
Saison précédente Saison suivante
La saison 1993 du Championnat d'Équateur de football est la trente-cinquième édition du championnat de première division en Équateur.
Douze équipes prennent part à la Série A, la première division. Le championnat se déroule en trois phases. Les deux premières voit les équipes réparties en deux poules, dont les deux premiers obtiennent leurs billets pour la Liguilla.
C'est le Club Sport Emelec qui remporte la compétition après avoir terminé en tête de la Liguilla avec un seul point d'avance sur le Barcelona Sporting Club et le tenant du titre, le Club Deportivo El Nacional. C'est le 7e titre de champion d'Équateur de l'histoire du club.

## Les clubs participants
| - Sociedad Deportiva Aucas - Club Deportivo Green Cross - Barcelona Sporting Club - Deportivo Quito - Club Sport Emelec - Club Deportivo El Nacional | - CDT Universitario - Club Deportivo Delfín - LDU Quito - Valdez Sporting Club - Deportivo Cuenca - Santos Machala - Promu de Série B |

## Compétition

### Première phase

#### Groupe 1
| Rang | Équipe                       | Pts | J  | G | N | P | Bp | Bc | Diff |
| ---- | ---------------------------- | --- | -- | - | - | - | -- | -- | ---- |
| 1    | Club Sport Emelec            | 14  | 10 | 6 | 2 | 2 | 20 | 7  | +13  |
| 2    | Club Deportivo Delfín        | 14  | 10 | 6 | 2 | 2 | 12 | 7  | +5   |
| 3    | Club Deportivo El Nacional T | 11  | 10 | 5 | 1 | 4 | 12 | 8  | +4   |
| 4    | LDU Quito                    | 9   | 10 | 2 | 5 | 3 | 13 | 16 | -3   |
| 5    | CDT Universitario            | 7   | 10 | 2 | 3 | 5 | 10 | 16 | -6   |
| 6    | Valdez Sporting Club         | 5   | 10 | 1 | 3 | 6 | 7  | 20 | -13  |

|  | Qualification pour la Liguilla |
|  | T : Tenant du titre            |

#### Groupe 2
| Rang | Équipe                     | Pts | J  | G | N | P | Bp | Bc | Diff |
| ---- | -------------------------- | --- | -- | - | - | - | -- | -- | ---- |
| 1    | Barcelona Sporting Club    | 16  | 10 | 7 | 2 | 1 | 24 | 12 | +12  |
| 2    | Club Deportivo Green Cross | 12  | 10 | 4 | 4 | 2 | 10 | 10 | 0    |
| 3    | Deportivo Quito            | 9   | 10 | 3 | 3 | 4 | 13 | 11 | +2   |
| 4    | Sociedad Deportiva Aucas   | 8   | 10 | 2 | 4 | 4 | 12 | 13 | -1   |
| 5    | Santos Machala P           | 8   | 10 | 2 | 4 | 4 | 13 | 19 | -6   |
| 6    | Deportivo Cuenca           | 7   | 10 | 1 | 5 | 4 | 7  | 14 | -7   |

|  | Qualification pour la Liguilla |
|  | P : Promu de Série B           |

### Deuxième phase

#### Groupe 1
| Rang | Équipe                       | Pts | J  | G | N | P | Bp | Bc | Diff |
| ---- | ---------------------------- | --- | -- | - | - | - | -- | -- | ---- |
| 1    | Deportivo Cuenca             | 14  | 10 | 5 | 4 | 1 | 12 | 6  | +6   |
| 2    | LDU Quito                    | 12  | 10 | 5 | 2 | 3 | 18 | 14 | +4   |
| 3    | Club Sport Emelec            | 11  | 10 | 3 | 5 | 2 | 11 | 9  | +2   |
| 4    | Club Deportivo El Nacional T | 9   | 10 | 4 | 1 | 5 | 12 | 10 | +2   |
| 5    | Club Deportivo Delfín        | 9   | 10 | 3 | 3 | 4 | 14 | 16 | -2   |
| 6    | Santos Machala P             | 5   | 10 | 1 | 3 | 6 | 5  | 17 | -12  |

|  | Qualification pour la Liguilla           |
|  | T : Tenant du titre P : Promu de Série B |

#### Groupe 2
| Rang | Équipe                     | Pts | J  | G | N | P | Bp | Bc | Diff |
| ---- | -------------------------- | --- | -- | - | - | - | -- | -- | ---- |
| 1    | Barcelona Sporting Club    | 13  | 10 | 5 | 3 | 2 | 21 | 12 | +9   |
| 2    | Valdez Sporting Club       | 12  | 10 | 5 | 2 | 3 | 15 | 11 | +4   |
| 3    | Sociedad Deportiva Aucas   | 12  | 10 | 4 | 4 | 2 | 13 | 19 | -6   |
| 4    | Deportivo Quito            | 10  | 10 | 3 | 4 | 3 | 16 | 16 | 0    |
| 5    | Club Deportivo Green Cross | 7   | 10 | 3 | 1 | 6 | 8  | 16 | -8   |
| 6    | CDT Universitario          | 6   | 10 | 2 | 2 | 6 | 8  | 17 | -9   |

|  | Qualification pour la Liguilla |
|  | P : Promu de Série B           |

### Liguilla
| Rang | Équipe                       | Pts | J  | G | N | P | Bp | Bc | Diff |
| ---- | ---------------------------- | --- | -- | - | - | - | -- | -- | ---- |
| 1    | Club Sport Emelec            | 19  | 14 | 9 | 1 | 4 | 27 | 9  | +18  |
| 2    | Barcelona Sporting Club      | 18  | 14 | 8 | 2 | 4 | 20 | 10 | +10  |
| 3    | Club Deportivo El Nacional T | 18  | 14 | 8 | 2 | 4 | 22 | 13 | +9   |
| 4    | Club Deportivo Green Cross   | 13  | 14 | 5 | 3 | 6 | 20 | 21 | -1   |
| 5    | Club Deportivo Delfín        | 13  | 14 | 6 | 1 | 7 | 21 | 27 | -6   |
| 6    | Deportivo Cuenca             | 13  | 14 | 5 | 3 | 6 | 14 | 23 | -9   |
| 7    | LDU Quito                    | 11  | 14 | 4 | 3 | 7 | 19 | 24 | -5   |
| 8    | Deportivo Quito              | 7   | 14 | 2 | 3 | 9 | 13 | 29 | -16  |

|  | Qualification pour la Copa Libertadores 1994 |
|  | T : Tenant du titre                          |

#### Barrage pour la Copa Libertadores
Les clubs de Club Deportivo El Nacional et du Barcelona Sporting Club terminent à égalité et doivent disputer un barrage pour déterminer le club qui va accompagner le Club Sport Emelec en Copa Libertadores. Le perdant de ce barrage obtient son billet pour la Copa CONMEBOL 1994.
| Équipe 1                   | Résultat | Équipe 2                | Aller | Retour |
| -------------------------- | -------- | ----------------------- | ----- | ------ |
| Club Deportivo El Nacional | 2 - 3    | Barcelona Sporting Club | 1 - 0 | 1 - 3  |

## Bilan de la saison
| Championnat d'Équateur de football 1993 |                              |
| Champion                                | Club Sport Emelec (7e titre) |
| Qualifications continentales            |                              |
| Copa Libertadores 1994                  | Club Sport Emelec            |
| Copa Libertadores 1994                  | Barcelona Sporting Club      |
| Copa CONMEBOL 1994                      | Club Deportivo El Nacional   |
| Promotions et relégations               |                              |
| Promus en Série A                       | Club Deportivo Espoli        |
| Relégués en Série B                     | Santos Machala               |